# Olivier Giroud
Olivier Jonathan Giroud (Chambéry, 30 de setembro de 1986) é um futebolista francês que atua como centroavante. Atualmente joga no Lille.

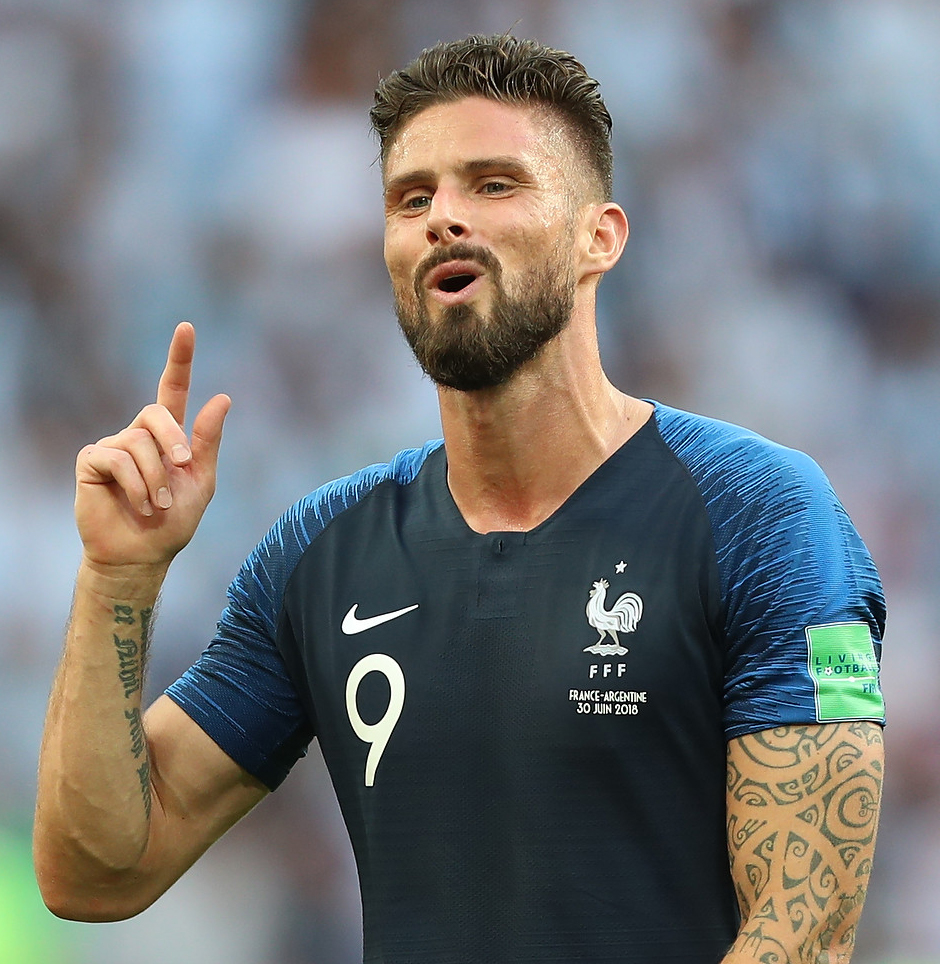
Olivier Giroud em 2018.

Giroud ficou marcado por ser um eficiente atacante e que ajudou a quebrar muitos jejuns de títulos dos times que passou, tendo sido condecorado com títulos expressivos ao longo de sua prolífica carreira.
Ele começou sua carreira profissional no Grenoble, e transitou por times da Segunda Divisão Francesa até chegar no Tours, onde conseguiu ser o Artilheiro da Divisão inferior e o Melhor Jogador. Após isso, assinou com o Montpellier e, em sua segunda época, foi o jogador que mais fizera gols na Ligue 1, também dando o título inédito da Liga ao seu clube.
Após sua vitoriosa passagem na França, rumou à Inglaterra para assinar com o Arsenal e lá quebrou um jejum de nove anos sem título da Copa da Inglaterra e dez anos sem título da Supercopa da Inglaterra. No time, também conseguiu vencer o Prêmio Puskás de 2017.
Após colecionar outros títulos, deixou os Gunners para ir ao Chelsea, onde quebrou um jejum de seis anos sem uma Copa da Inglaterra e de Liga Europa. Futuramente, viria também a ser campeão da Champions League – competição essa que o os Blues não comemoravam há nove temporadas.
Ao deixar Londres, foi ao Milan. Lá, venceu o Campeonato Italiano com a equipe após 11 anos do último troféu.
Após uma passagem positiva na Itália, onde participou de 132 jogos, o jogador decidiu deixar a Europa para rumar aos Estados Unidos em 2024. Nesse mesmo ano, acompanhou o clube na campanha que culminou no primeiro título da U.S. Open Cup da história do Los Angeles, e lá marcou um gol na decisão.
Seu sucesso também aconteceu enquanto Giroud era convocado à Seleção Francesa. Em 2018, após 20 anos desde o último troféu, Olivier comemorou um título de Copa do Mundo com seu país.
Em 2024, após 13 anos servindo a França, Olivier despediu-se da Seleção com 137 partidas e 57 gols. Assim, aposentou-se como o maior artilheiro do país.

## Carreira

### Início
Giroud teve um início de carreira com passagens por clube de menor expressão do seu país natal, a França, como Grenoble e Tours, onde obteve algum êxito atuando pela Ligue 2, a segunda divisão francesa. Fixado como uma das peças de destaque do Tours, Giroud foi eleito o melhor jogador da temporada 2009–10 na Ligue 2, despertando a atenção do Montpellier, clube de maior expressão em relação aos que já havia atuado e que, promovido à primeira divisão no ano anterior (na temporada 2008–09), o contratou em 1 de julho de 2010.

### Montpellier

#### 2010–11
Pelo Montpellier, o jogador tivera uma temporada boa individualmente. Na Liga Francesa, o atacante estreou na equipe marcando 12 gols – com destaque para seu segundo doblete na temporada em um empate por 2 a 2 contra o PSG de Nenê e Mamadou Sakho. A equipe, no entanto, ficou em uma posição modesta, já que oscilavam entre diversas partidas. Com a 14ª colocação, o clube ficou sem disputar nenhuma competição europeia na época posterior.
Além de oscilações na Ligue 1, o atacante também viu a equipe amargar eliminações precoces nos Play-offs da Liga Europa da UEFA e da Copa da França. Na primeira, o jogador até fizera um gol diante o Győri ETO (seu primeiro pelo time). Mas viu o clube húngaro eliminar o time de Grioud nas penalidades no segundo jogo (onde ele acertou uma das cobranças). Na outra competição, ele amargou uma derrota para o Stade de Reims por 1 a 0 e foi eliminado.
Contudo, foi na Copa da Liga Francesa que o jogador conseguiu ver sua equipe chegar mais longe. Na campanha até a final, Giroud fizera um gol na semifinal. Tal tento fez com que a equipe derrotasse o PSG na prorrogação e tivesse condições de disputar a final contra o Olympique de Marseille. Porém, ao enfrentarem o time de Steve Mandanda e André-Pierre Gignac, Oliver viu Montpellier ser derrotado por 1 a 0.
O jogador, ainda que tivesse tido uma temporada sem títulos, terminou sua primeira época no clube com 14 gols em 43 partidas.

#### 2011–12
Em sua segunda época, o jogador tivera o maior destaque de sua carreira até aquele momento. Pela Ligue 1, o jogador pôde fazer o clube que havia conseguido a modesta 14ª colocação na temporada anterior alcançar o título da Liga. Marcando 21 gols, Olivier foi essencial em todos os aspectos para o título do clube naquela temporada.
Foi Giroud quem fizera o gol que levou a equipe a liderar a Ligue 1 na 29ª rodada, diante o Saint-Étienne. Além disso, foi o atleta que mais marcou gols na Liga Francesa naquela edição (junto com Nenê). Seus principais jogos na temporada foram o Dijon e o Sochaux, onde marcou um hat-trick em cada. Giroud não conseguiu vencer o prêmio de Melhor Jogador do Campeonato, pois o jovem Eden Hazard ficou com o prêmio, mas conseguiu figurar no Time Ideal juntamente com o belga que seria seu colega de vestiário anos depois.
Ainda que o clube não tenha conseguido nenhum títulos nas copas nacionais, Giroud conquistou seu espaço na história da equipe conquistando o primeiro troféu de Ligue 1 da história deles.
| “                                        | É meu primeiro título importante, então não será esquecido. É algo que fica no seu coração, principalmente quando é inesperado. Continua sendo um dos meus maiores orgulhos. Tem uma aula especial, com certeza, no meu coração, porque também lançou a minha carreira. Agradeço ao Loulou (Louis Nicolin, presidente da equipe) por ter vindo me buscar, talvez minha carreira não teria sido a mesma se eu tivesse tomado essa decisão de atravessar o Canal da Mancha antes de deixar a marca da minha passagem pela França. Esse é o ponto de partida, vale todo o ouro do mundo. | ” |
| — Giroud, sobre seu título com a equipe. | |   |

Durante a temporada, em meio a várias especulações acerca do futuro clube do atacante, dentre elas o Newcastle, o proprietário do clube Louis Nicollin chegou a declarar que Giroud não seria vendido "por menos de 50 ou 60 milhões de euros".

### Arsenal
Em 25 de junho de 2012, o jogador foi então contratado pelo Arsenal, após a confirmação oficial por parte do seu ex-clube. Os valores da negociação não foram oficialmente divulgados, mas alguns meios de comunicação franceses divulgaram que seria algo em torno de 13 milhões de libras.
Poucos dias antes, o treinador da equipe, e também francês, Arsène Wenger havia dito que Giroud "estava 90% a caminho do Arsenal", e elogiou o jogador.
| “ | Penso que ele é um jogador de potencial excepcional e irá se integrar muito bem em nosso estilo de jogo coletivo. | ” |

O jogador revelou que tinha o sonho de atuar pela Premier League. Foi difícil para ele deixar o clube após um título inédito de Campeonato Francês, mas tivera de fazer para atuar na equipe se Arsène Wenger:
| “                                                            | Quando recebi a oferta do Arsenal e falei com Arsène Wenger, o objetivo era claro. Antes de chegar a Montpellier, todos sabiam da minha vontade de jogar na Premier League. Foi um dos meus sonhos. Não foi fácil sair depois do título. Mas para mim, foi um ponto para a progressão da minha carreira. Senti que tinha retribuído muito ao clube e ao pessoal do Pailladin pela confiança que depositaram em mim. Com este título de artilheiro, este título de campeão da França. Acredito que o povo de Montpellier compreendeu isto. Mas a história é tão bem contada que tive a oportunidade de voltar alguns meses depois com o Arsenal na Liga dos Campeões. E fiquei muito emocionado com as boas-vindas de La Mosson. “Uma vez Pailladin, sempre Pailladin”, como dizem. | ” |
| — Giroud sobre deixar o Montpellier e assinar com o Arsenal. | |   |

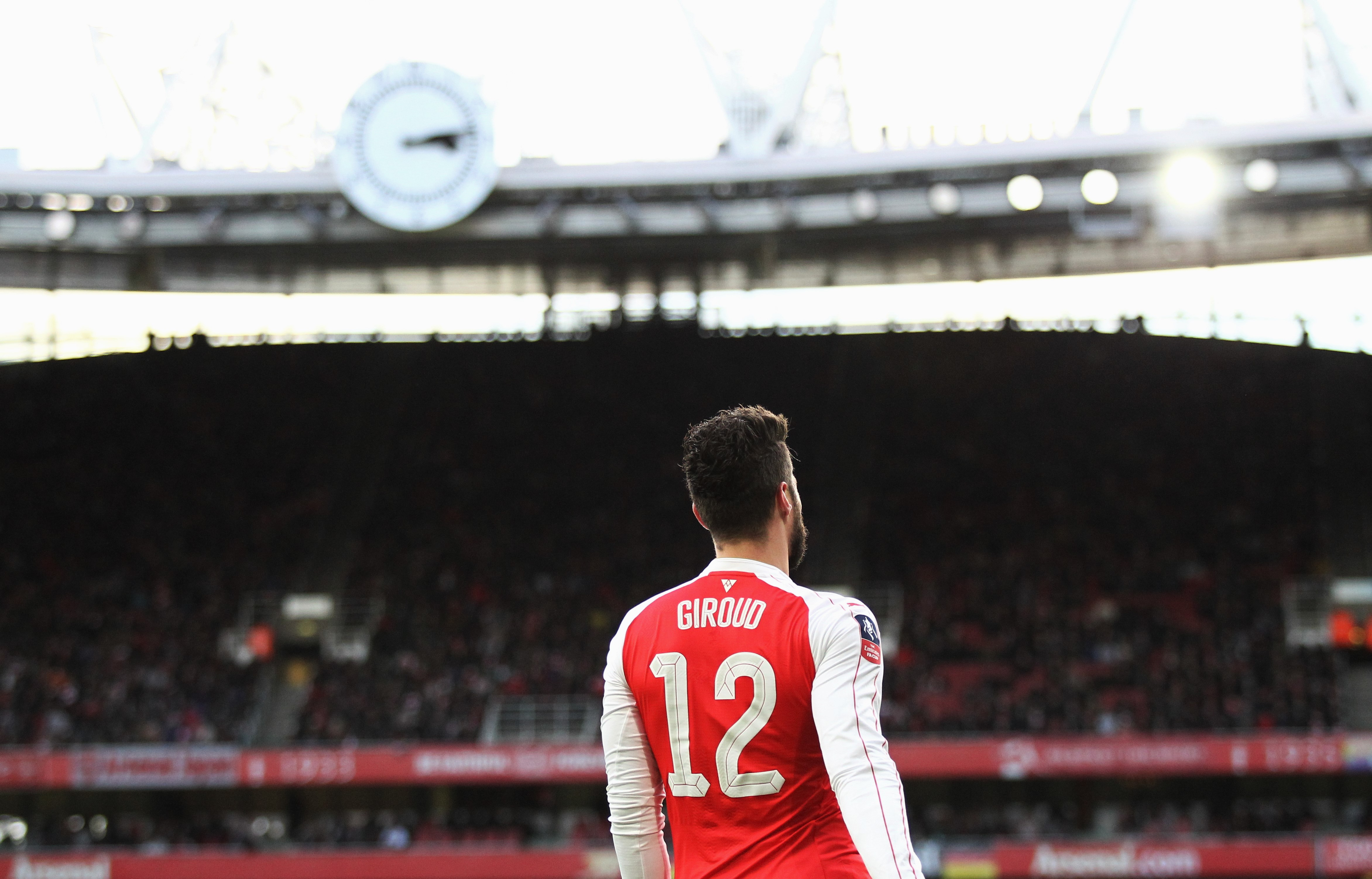
Giroud no Emirates Stadium

Giroud chega para seu primeiro clube fora do futebol francês, e irá compor uma "colônia" de atletas do seu país no elenco do clube inglês, como Bacary Sagna e Laurent Koscielny. Vindo do banco de reservas, pôde atuar por cerca de 30 minutos em sua estreia pelo Arsenal no dia 18 de agosto de 2012, num empate sem gols contra a equipe do Sunderland, em partida válida pela primeira rodada da Premier League 2012-13.
Em sua passagem pelos Gunners, Giroud marcou época. O atleta francês conseguiu atingir incríveis marcas, como a de 253 pelo clube londrino. Em tantas partidas, Oli fizera 105 tentos e empatou com o número de gols de Alan Smith na artilharia do Arsenal.
Em sua estadia no Emirates Stadium, o centroavante fez o gol mais bonito do ano de 2017. Foi na 19ª rodada da Premier League que Giroud impressionou os torcedores e a mídia internacional ao executar um chute de costas, apelidado de escorpião, que garantiu o primeiro Prêmio Puskas de sua carreira.
| “                                      | Não é difícil dizer que é o mais bonito de todos [...] Tive um pouco de sorte, e esse recurso era o único que eu tinha: a bola estava atrás de mim e tentei acertá-la. Fico feliz, porque ajudou o time a começar o ano com vitória. | ” |
| — Giroud, sobre o seu "gol escorpião". | |   |

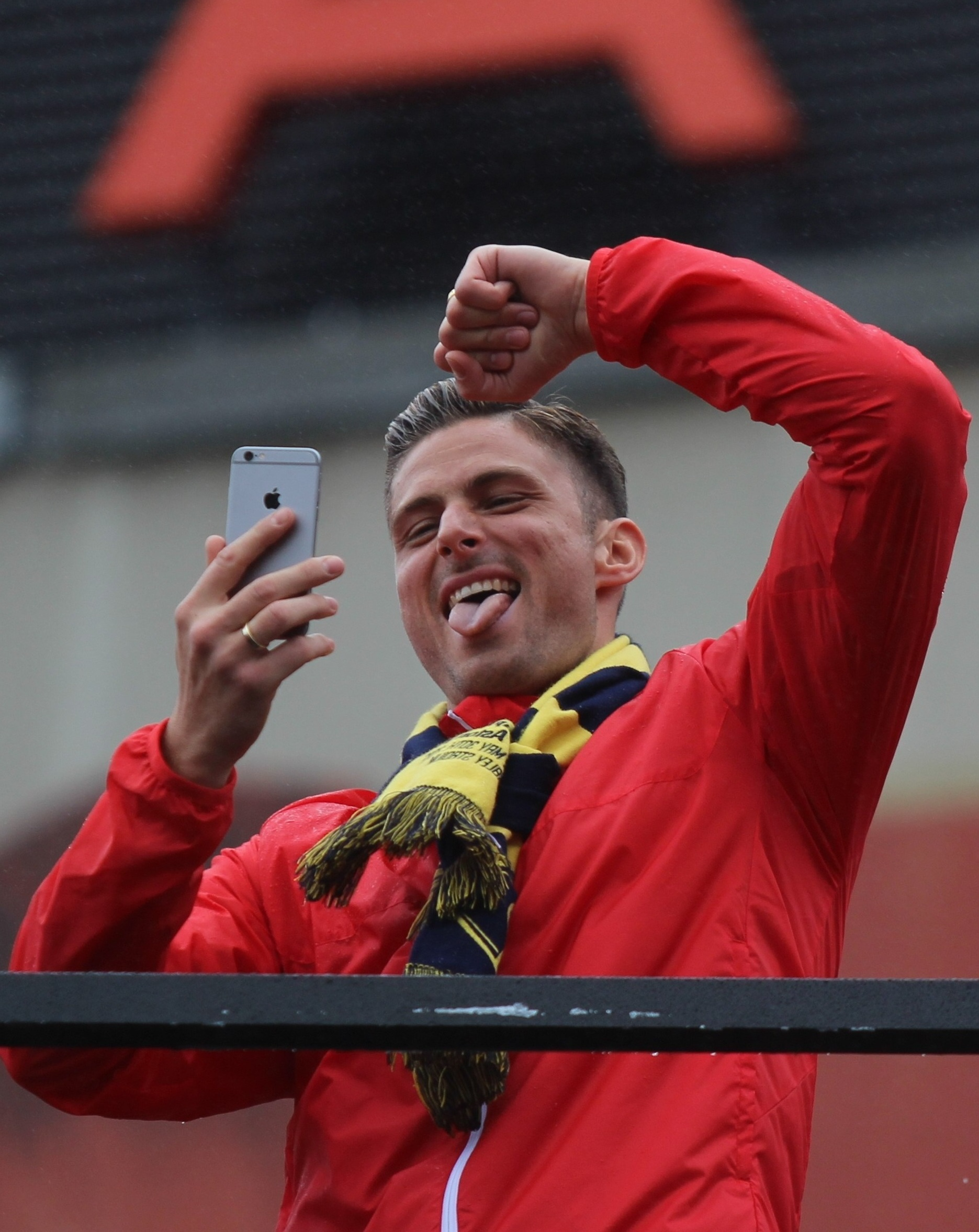
Giroud comemorando o título da FA Cup de 2014–15

Além de bons momentos individuais, o jogador viveu também momentos de títulos com o Arsenal. Seu primeiro aconteceu na FA Cup de 2013–14, quando os Gunners bateram o Hull City na final, na prorrogação, por 3–2. Esse título foi muito importante aos torcedores, pois o clube estava num jejum de troféus desde 2005.
Na temporada seguinte, Oli vencera novamente a competição, dessa vez fazendo um gol na goleada diante o Aston Villa por 4–0. Por último, em 2017, o francês novamente estava presente na final vencida pelo time vermelho de Londres, dessa vez contra o seu grande rival Chelsea.
Com seus três títulos de Copa da Inglaterra, Giroud também disputou a Supercopa local por mais três oportunidades. Em todas elas, o jogador conseguiu sagrar-se campeão tendo marcado um gol na primeira vez que esteve em campo pela Comunity Shield diante o Manchester City.
Seus títulos, e grandes performances com a camisa do time vermelho, fizeram com que os torcedores o apoiassem de tal forma que ele havia ganho diversas paródias de canções feitas para demonstrar tal apelo. Entre as músicas parodiadas nas arquibancadas do Emirates Stadium, estavam "Stuck in the middle" dos Stealers Wheels; "The roof is on fire" do Bloodhound Gang e "Hey Jude" dos Beatles.
Após sua saída decretada, o jogador pôde despedir-se do clube vermelho na metade da Premier League de 2017–18, após um começo difícil. O treinador da equipe, Arsène Wenger, após o último jogo de Oli na equipe, onde foi homenageado, declarou:

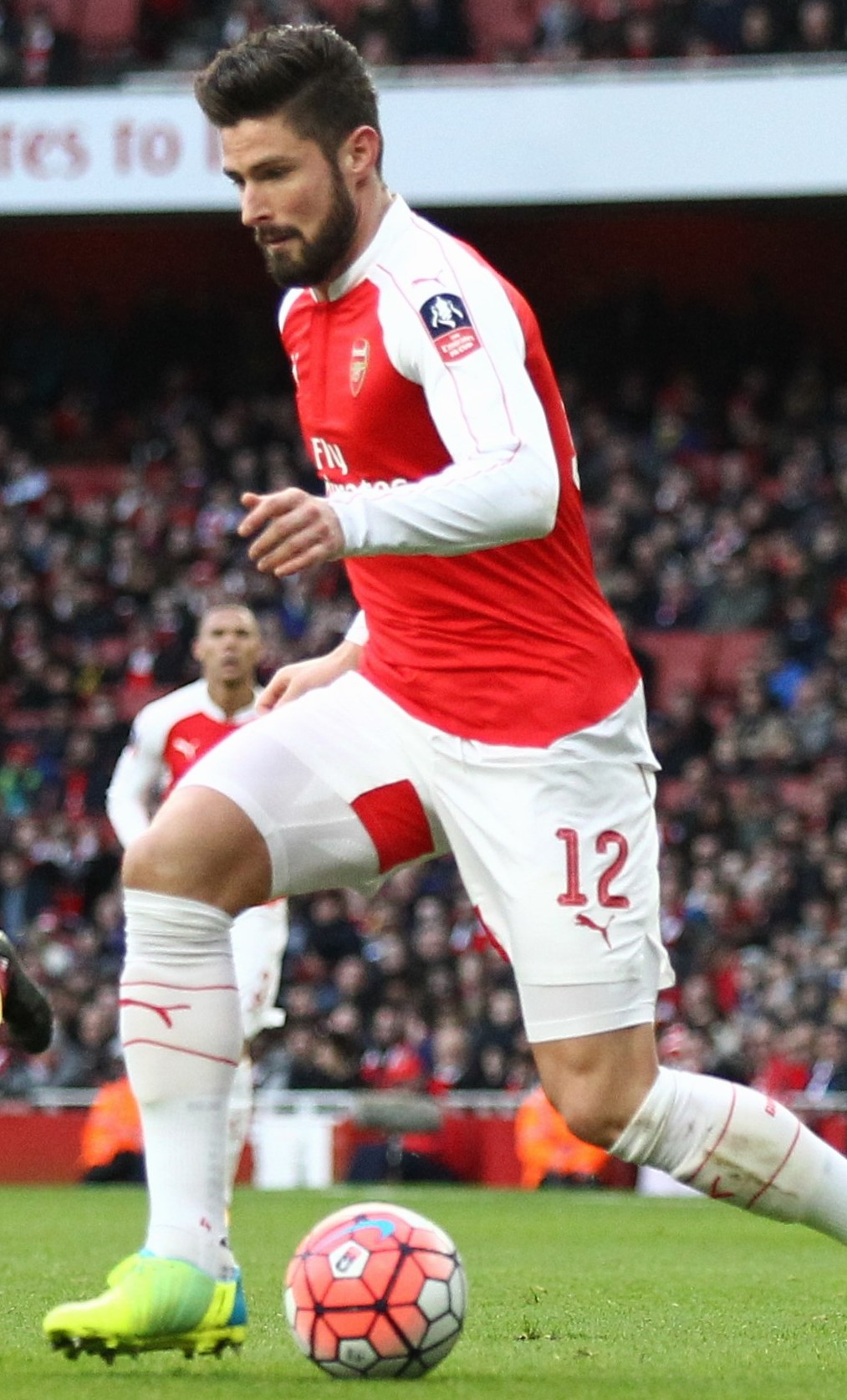
Giroud em 2016

| “ | É uma homenagem ao Olivier porque ele é um cara que prestou um grande serviço ao clube, nunca nos decepcionou no que diz respeito ao compromisso e nos salvou muitas vezes. [...] Não tenho absolutamente nenhuma dúvida quando pergunto se ele está pronto para se comprometer e ele diz que sim. [...] Não tenho nenhum problema com isso e coloquei ele porque era necessário. Infelizmente ele não pôde nos ajudar (a vencer a partida contra o Swansea). Foi uma situação difícil para ele, mas sempre teve o coração 100% na equipe e estava comprometido. Ele é um jogador do Arsenal, depois disso também precisa jogar porque não disputou muitos jogos na Premier League desde o início da temporada. Ele é um jogador regular da seleção francesa. [...] Ele tem uma Copa do Mundo onde a França irá, é claro que as vagas são difíceis de conseguir. | ” |
| — Wenger, sobre a última partida de Giroud no Arsenal. Na ocasião, quando perderam para o Swansea, o atleta entrou em campo e foi ovacionado pela torcida. | |   |

Sua saída, que logo deu lugar para Aubameyang se firmar nos Gunners, foi sentida pelos torcedores. Ainda que tenha se dirigido a um clube rival, os apoiadores do Arsenal continuaram torcendo por Giroud, e ainda o homenageavam quando as equipes se enfrentavam.

### Chelsea

#### 2017–18

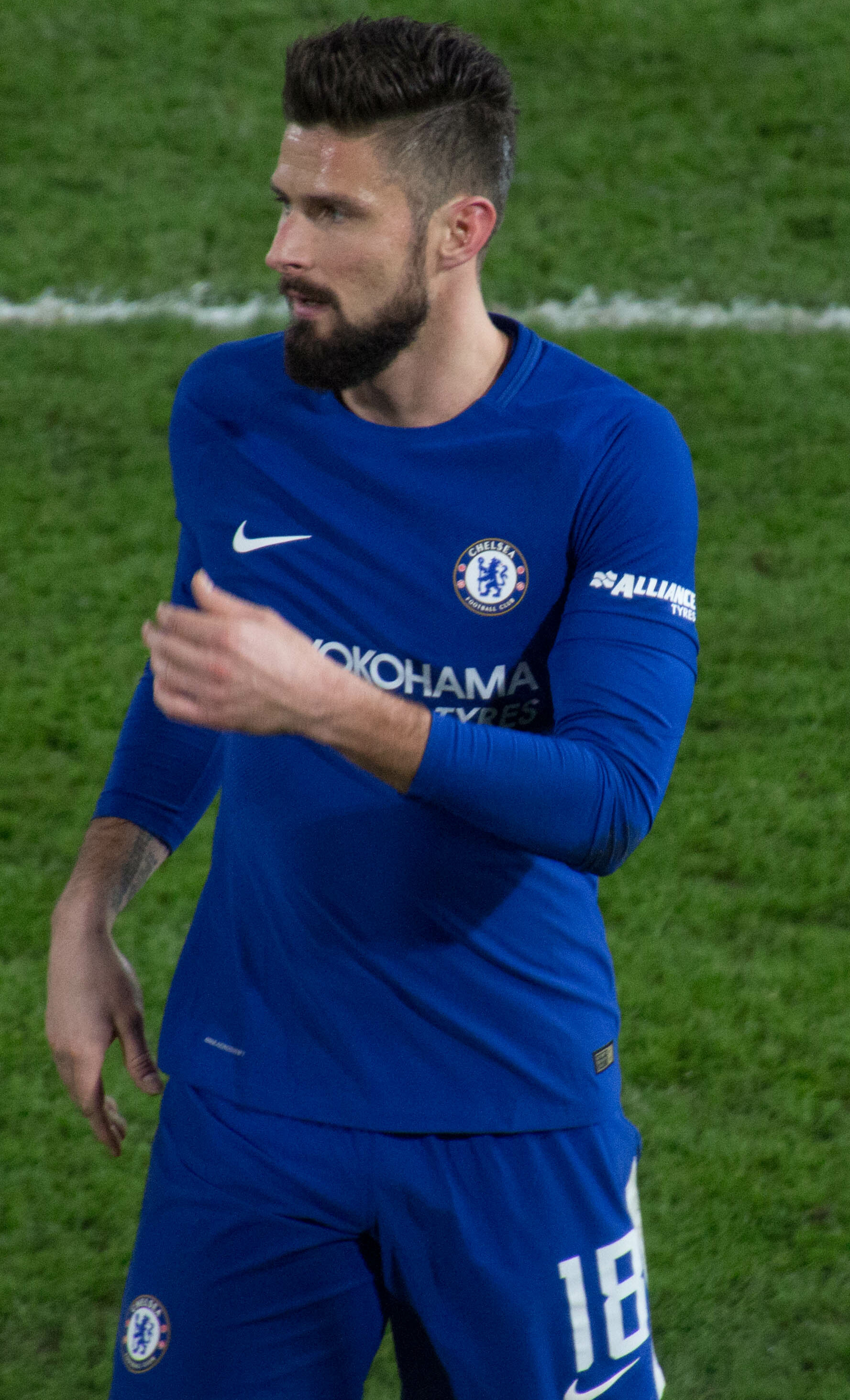
Giroud pelo Chelsea em 2018

Em 31 de janeiro de 2018, assinou por 18 meses com o Chelsea. O valor da ompra foi de 20 milhões de euros. Chegou aos Blues para disputar posição com o atacante Álvaro Morata e suprir a necessidade de gols que vinha sendo um problema com o atacante espanhol.
Em sua chegada na equipe azul, o jogador tratou de dizer:
| “                                      | Precisava de um novo desafio e o Chelsea foi um clube perfeito para mim. É o Campeonato Inglês e um clube que venceu mais títulos do que qualquer um outro nos últimos dez anos. Estou muito feliz por prosseguir minha carreira no Campeonato Inglês e em um grande clube. | ” |
| — Giroud, sobre assinar com o Chelsea. | |   |

Seu início no Chelsea foi sem brilho. O jogador, que havia chegado para melhorar o ataque do time azul, demorou quase 1 mês para aplicar seu primeiro tento. Na ocasião, em goleada diante o Hull City por 4–0, Olivier deu números finais ao jogo da FA Cup. Nessa mesma competição, o clube conseguiria chegar até o título quando derrotaram o Manchester United no jogo final. Assim, Oli conquistou o seu tetracampeonato da Copa da Inglaterra.
Contudo, em sua estadia na Premier League, o jogador não conseguia repetir os bons momentos de outrora. Em 13 jogos, Olivier fizera gols em duas partidas: dois gols contra o Southampton e um contra o Liverpool.
Em seus primeiros meses de Blues, o atleta não conseguiu desempenhar o futebol esperado pela torcida, apesar de ter participado de 18 jogos e ter marcado em 5 oportunidades.

#### 2018–19
Em solo inglês, a temporada do Chelsea foi marcada por dois vice-campeonatos. O clube estreou a temporada perdendo a Supercopa para o Manchester City, e, futuramente, amargaria outra derrota para a mesma equipe na partida final da FA Cup. Coincidentemente, Giroud não entrou em campo em nenhuma dessas partidas. Na Copa da Liga Inglesa, o time foi eliminado de maneira precoce, para o Manchester United, na terceira partida do time. Olivier novamente não esteve em campo.
Disputando a Premier League, Giroud novamente fizera números abaixo do esperado. Em 27 partidas, ele marcou apenas 2 gols e foi perdendo o espaço na equipe durante sua reta final de competição. O time, no entanto, terminou a Liga Inglesa em 3º colocado.

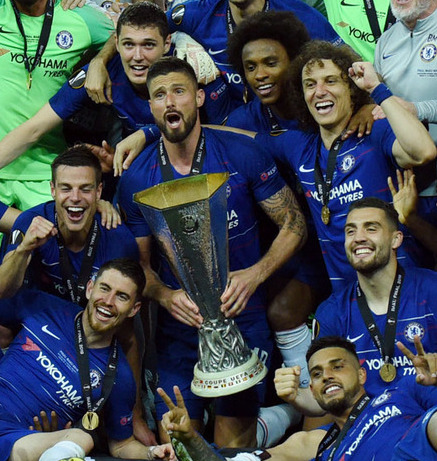
Giroud comemorando o título da Liga Europa com seus companheiros.

No entanto, sua participação na Liga Europa foi muito satisfatória. Durante sua jornada, o jogador aplicou 11 gols em 14 jogos, com destaque para seu hat-trick contra o Dinamo de Kiev nas oitavas de final.
Por conta de seus números, Giroud tornou-se o artilheiro da competição naquela temporada, bem como esteve no Time do Torneio e foi considerado o segundo Melhor Jogador da competição, atrás apenas de seu colega de clube Eden Hazard.[carece de fontes?]
Encerrou sua participação na Europa League com uma belíssima exibição diante do rival e ex-clube Arsenal na final do torneio, vencida pelo Chelsea por 4 a 1. O atacante francês, além de marcar o primeiro gol da partida, deu assistência para o quarto gol do jogo, marcado por Eden Hazard, e ainda sofreu um pênalti, que resultou no terceiro gol que tinha Petr Čech (ex-atleta e ídolo dos Blues) abaixo das traves.
Após a final, o jogador comemorou o título dizendo "Obrigado, Arsenal". Isso soou como uma ironia para seu ex-clube, algo que irritou muito os torcedores dos Gunners, que ainda o apoiavam naquela época.

#### 2019–20

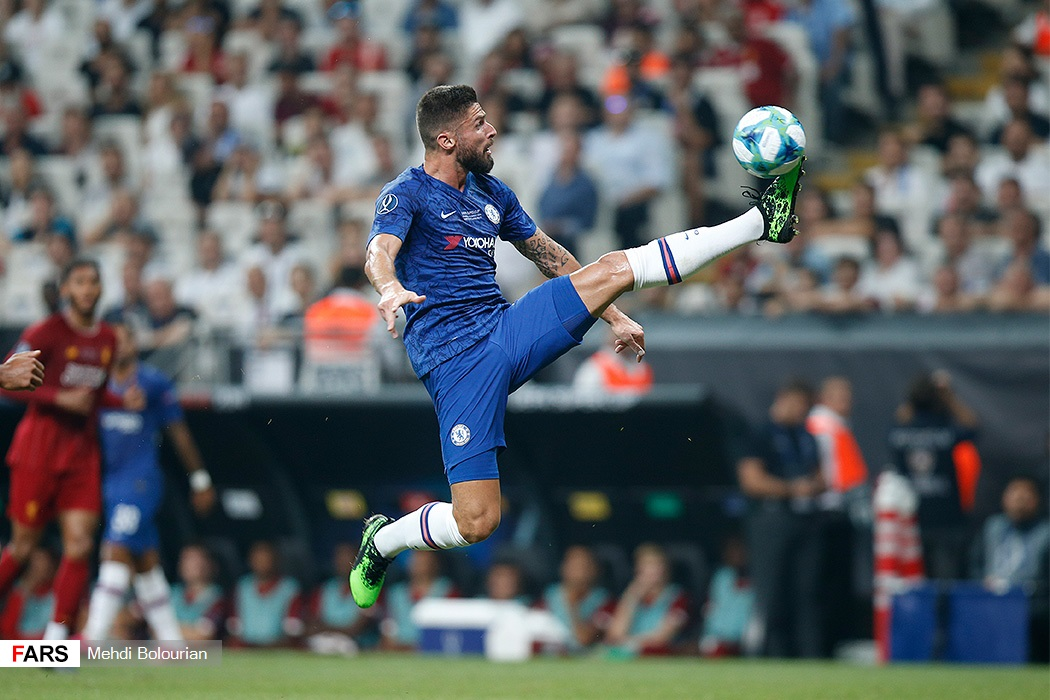
Giroud na final da Supercopa

Começou a temporada com o gol marcado contra o Liverpool em jogo válido pela Supercopa da UEFA em 14 de agosto de 2019. No entanto, após uma disputa por pênaltis, os Blues saíram derrotados.
Voltou a marcar pelo Chelsea somente na 27ª rodada, na vitória sobre o Tottenham. Este foi o seu 1° gol na Premier League 2019-20, em sua oitava partida. Anteriormente, Olivier havia se lesionado e ficou de fora durante a reta final de 2019 e começo de 2020.
Giroud perdeu muito espaço no clube com a chegada de Tammy Abraham, que se tornou o principal goleador dos Blues sob o comando de Frank Lampard.
Futuramente, o jogador revelou que tinha tido o interesse de sair da equipe ainda em janeiro:
| “                                                 | Para ser sincero, eu me vi jogando em outro lugar. Tive seis difíceis meses, por isso queria uma transferência. Quero voltar a jogar e me divertir dentro de campo, por isso tentei sair em janeiro. [...] Eu fiz tudo que podia, mas o Chelsea não quis me deixar ir porque a condição era que precisavam trazer alguém como reposição. No dia 31 de janeiro eu ainda acreditava numa saída. Fiquei muito desapontado, mas eu disse para mim mesmo que na manhã seguinte já esqueceria disso. Então teve o gol contra o Tottenham e eu comecei a jogar com uma maior frequência. O treinador me prometeu mais tempo em campo e cumpriu sua palavra, então eu simplesmente tentei aproveitar minhas chances [...] No últimos três ou quatro dias da janela, eu ia para o escritório do Frank Lampard toda manhã para encontrarmos uma solução. Ele me deu uma chance, eu agarrei e no final das contas, ele precisava de mim. | ” |
| — Giroud, sobre sair do clube em janeiro de 2020. | |   |

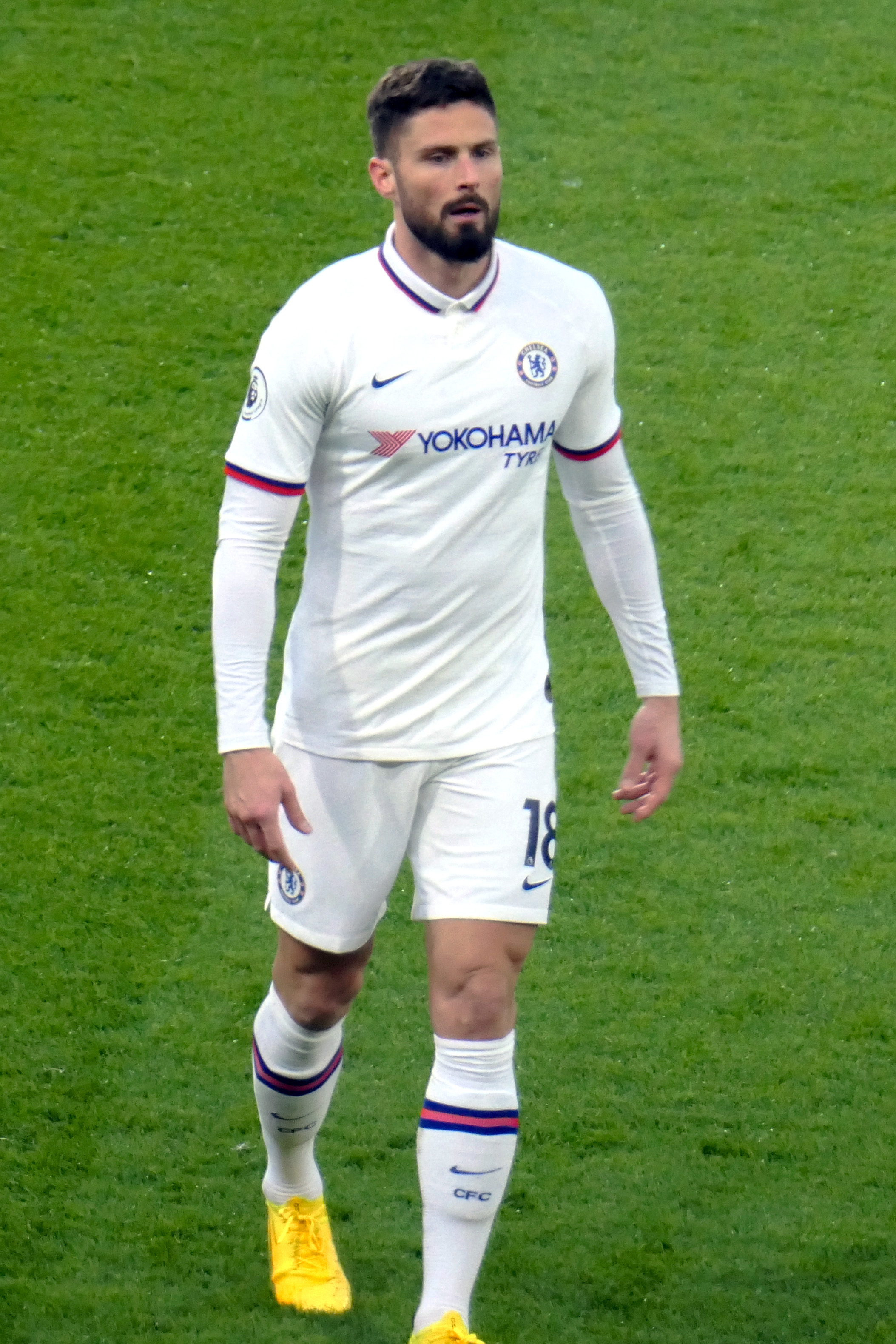
Giroud com a camisa do Chelsea em 2020

Na reta final da temporada, onde marcou 8 gols após sua lesão, o francês voltou a ter espaço e foi peça importante para os Blues se classificarem para a Liga dos Campeões da UEFA.
Em solo inglês, Giroud voltaria a disputar a final da FA Cup. Dessa vez, o seu adversário seria seu antigo clube. Essa edição refez a final da Copa da Inglaterra de 2017, onde Oli esteve em campo pelos Gunners. Todavia, o resultado do jogo seria o mesmo (2 a 1) e o francês amargou seu primeiro vice-campeonato da competição.
Nas demais competições, o Chelsea foi eliminado de maneira precoce. Pela Copa da Liga, o clube caiu no segundo jogo, e na Liga dos Campeões, o Chelsea foi derrotado pelo Bayern nas oitavas após levar 7 gols em duas partidas.

#### 2020–21
Em solo inglês, o Chelsea novamente amargaria uma temporada sem títulos. O clube caiu no segundo jogo da Copa da Liga, ficou em 4º lugar na Premier League e amargou o vice-campeonato novamente da FA Cup. Contudo, perdendo para o Leicester City, de Jamie Vardy, na final.[carece de fontes?]
Contudo, foi pela Liga dos Campeões que os Blues conquistaram a glória. Giroud foi um atleta que alternou entre os jogos, ficando fora de cinco partidas, mas participando de oito. Porém, nos seus momentos em campo, o francês conseguiu aplicar seis tentos, sendo quatro deles em apenas um jogo: contra o Sevilla, no penúltimo jogo do Grupo E, ele marcou o seu primeiro poker-trick da carreira.
Após essa exímia performance, ele marcou mais uma vez no primeiro jogo das oitavas de final diante o Atlético de Madrid, e deixou de balançar as redes depois disso. Na final da Competição, ainda que não tenha participado do jogo decisivo contra o Manchester City, de Pep Guardiola, o jogador foi consagrado Campeão Europeu pela primeira vez.
Após o título, o jogador deixou o Chelsea após jogar 119 vezes e marcar 39 gols.

### Milan

#### 2021–22

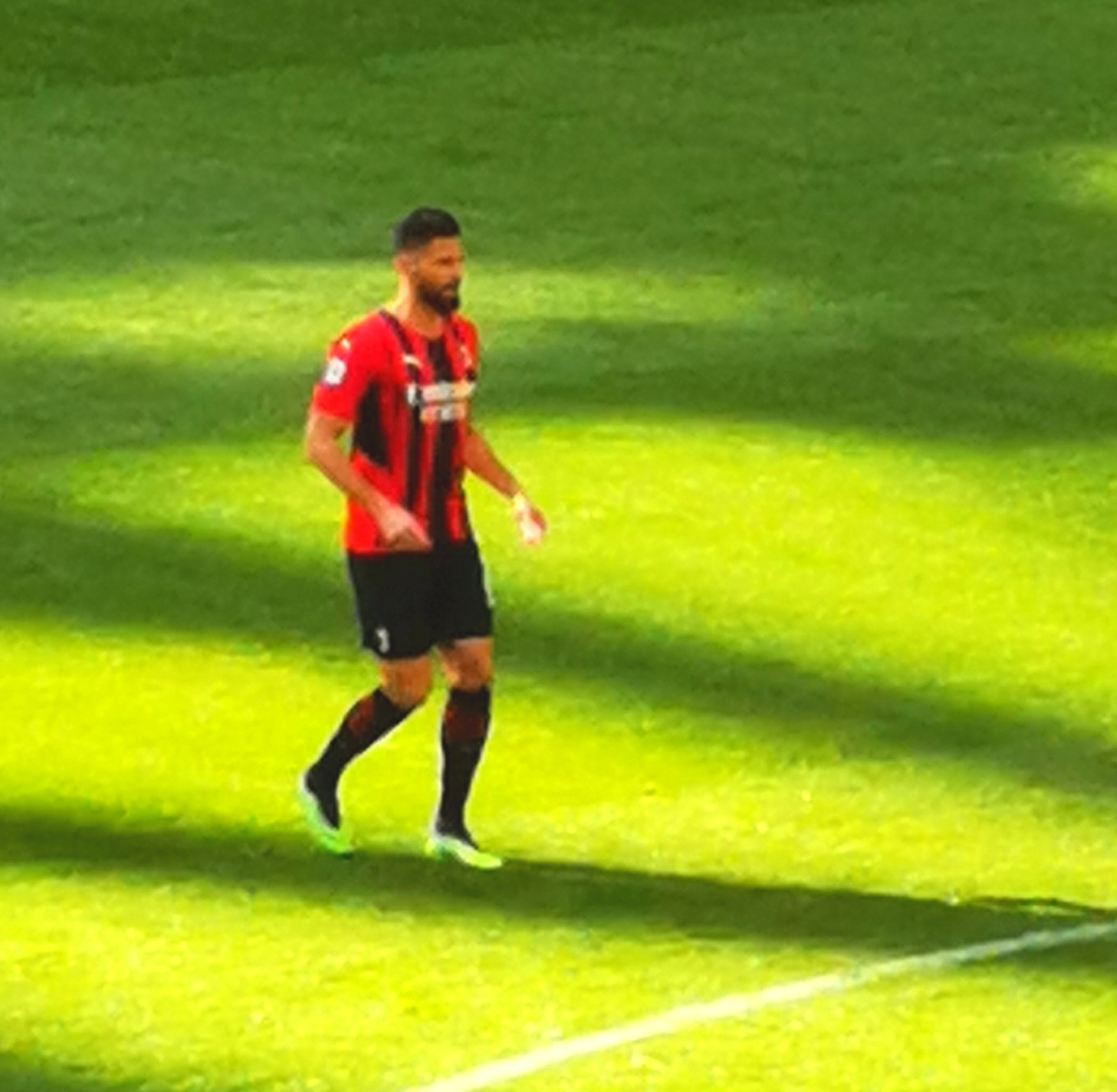
Giroud em campo pela sua primeira temporada pelo Milan

No dia 17 de Julho de 2021, o Chelsea acertou sua venda para o Milan, o time milanês pagou 1 milhão de Euros pelo atacante, assinando um contrato de dois anos.
Vestindo a camisa 9, se tornou uma peça chave no ataque do time de Stefano Pioli, marcou seus primeiros dois gols numa vitória de 4x1 contra o Cagliari.
Na Serie A, o atleta marcou 11 gols, tendo sua temporada marcada por 3 dobletes. O mais importante deles foi no clássico contra Inter de Milão. Em três minutos, Giroud marcou dois gols e comandou a virada, por 2 a 1, para o time vermelho de Milão. Esse tento também foi importante, pois ajudou o time a se estabilizar na luta pelo título, já que venceram o líder e alcançaram a ponta da tabela na rodada seguinte.
Após assumirem a parte mais alta da tabela, o clube permaneceu garantindo pontos até o final da competição. Lá, o Milan se sagrou Campeão do Campeonato Italiano após 11 anos. Na partida final, Giroud voltou a fazer dois gols que iniciaram a vitória por 3 a 0 que sacramentou o título.
Apesar de uma campanha sem sucesso algum na Fase de Grupos da Liga dos Campeões, o clube foi mais competitivo na Coppa Italia. Giroud marcou três gols nos dois primeiros jogos da equipe, mas parou de ajudar nos tentos e viu o seu clube ser eliminado na semifinal diante a Internazionale.
No time italiano, havia uma "maldição" que assolava os últimos jogadores que vestiram a camisa 9 da equipe desde a saída de Filippo Inzaghi do clube. Desde sua aposentadoria, 10 jogadores assumiram a numeração, mas nenhum deles conseguiu marcar nada além de 10 gols por temporada. Porém, após o francês conquistar seu espaço na equipe, ele foi o jogador a "quebrar" essa marca negativa, pois alcançara a marca de 14 tentos em 38 jogos.

#### 2022–23

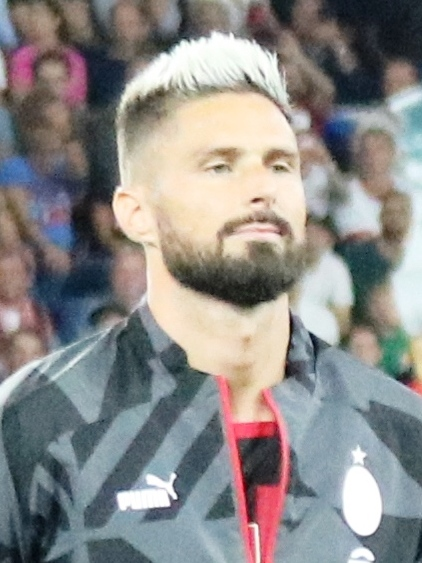
Giroud em 2022, na Champions League

Pela Supercopa da Itália, Giroud perdeu a final para Inter de Milão em janeiro de 2023.
Atuando pelo Campeonato Italiano, o francês marcou seu primeiro gol somente na 3ª rodada, contra o Bologna. A partir da 5ª rodada, em clássica contra Internazionale, o atacante demonstrou grande futebol marcando um gol durante 3 rodadas em sequência.
No restante do campeonato, ele continuou balançando as redes, e teve seu último grande destaque ao marcar um hat-trick na 36ª rodada contra o Sampdoria. Giroud concluiu sua passagem pela Serie A com 13 tentos naquela temporada, 2 gols a mais se comparado à temporada anterior.
Ao disputar a Coppa Italia, Giroud estreou na eliminação do Milan diante o Torino nas oitavas de final.
Giroud voltou a disputar a Liga dos Campeões naquela temporada e foi uma das principais figuras dentro do elenco Rossonero. Olivier marcara em 5 oportunidades em seus 12 jogos e contribuiu com o elenco que levou o Milan à semifinal da competição. Contudo, enfrentando a Internazionale, a equipe vermelha de Milão não conseguiu vencer o time comandado por Simone Inzaghi e deu adeus à chance de títulos naquela temporada.

#### 2023–24

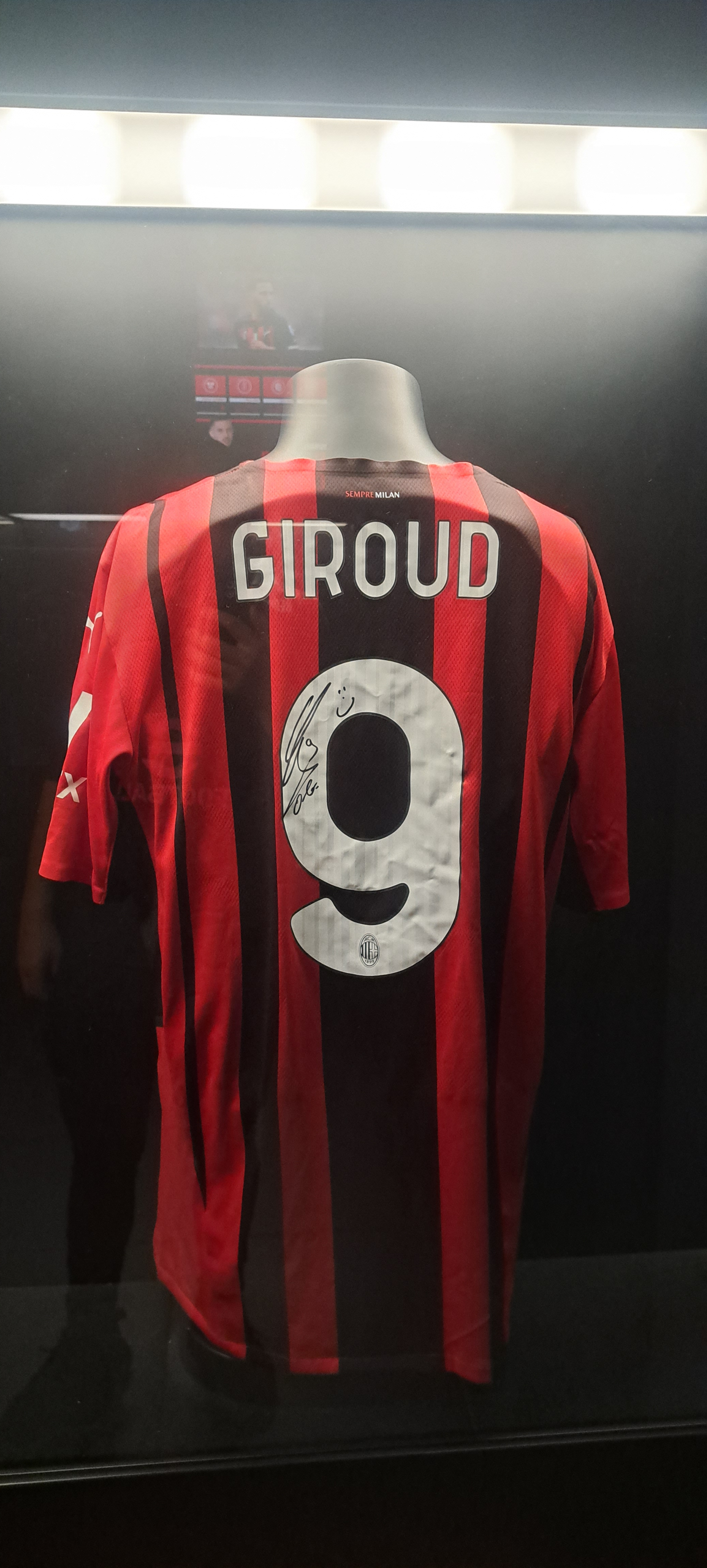
A camisa de Giroud exposta no Museu do Milan

Em sua nova temporada, o atacante estreou participando diretamente de 7 gols em 5 partidas pela Série A. Giroud marcou 4 gols e deu duas assistências nessas partidas iniciais e contribuiu para que o time se assegurasse entre os 2 primeiros colocados na tabela.
Em outubro de 2023, Giroud surpreendeu a todos quando teve de jogar de goleiro na 8ª rodada da Liga Italiana após Mike Maignan, o guarda redes titular, ser expulso nos acréscimos do segundo tempo. Olivier fez uma atuação coesa no jogo que terminou com a vitória do Milan por 1-0 diante o Genoa. Após a partida, ele conseguiu entrar na seleção da semana do Campeonato Italiano figurando como goleiro, ele também recebeu uma cartinha especial no jogo eletrônico EA Sports FC 24 exercendo a mesma função tática.
Um mês depois, Giroud chegou a marca de 40 gols no mesmo dia que fizera 100 jogos pelo Milan. Apesar de seu gol contra o Unione Sportiva Lecce, o clube adversário conseguiu o empate e o atacante foi expulso do jogo nos acréscimos da partida.
Seguindo sua temporada, o atacante participou de mais gols e concluiu sua última época na Série A com 15 tentos marcados (atrás somente de Dušan Vlahović, que fez 16, e Lautaro Martínez, que marcou 24 gols), mas sem conquistar um título, já que garantiram o vice-campeonato para Inter de Milão. Apesar de não estar no elenco campeão, suas boas performances o levaram a figurar no ataque do Time da Temporada da Série A.
Na Coppa Itália, o Milan teve um percurso muito curto. Após vencerem o primeiro jogo contra o Cagliari por 4 a 1, sem Giroud em campo, o time de Milão foi eliminado pela Atalanta nas quartas de final e deixou a competição.
Pela Liga dos Campeões da UEFA de 2023–24, Giroud demorou 4 rodadas para finalmente marcar o seu primeiro gol na competição. Na ocasião, o francês balançou as redes contra o PSG na vitória dos Rossoneros por 2 a 1. Esse foi seu único gol na competição, já que o Milan ficou apenas na 3ª colocação na Fase de Grupos e teve de se direcionar à Liga Europa.
Na competição, marcou um somente gol contra o Slavia Praga nas oitavas, na fase seguinte, enfrentando a Roma, viu o time de Milão amargar uma eliminação após perder ambos os jogos.
Giroud se despediu do time italiano com 49 gols marcados em 132 partidas.
| “                               | Seus cantos estarão sempre no meu coração. Quando era garoto, sonhava em jogar no Milan. Estou orgulhoso de ter jogado neste clube. Nunca esquecerei estas três temporadas no Milan. 'Forza Milan!'. Quero agradecer ao clube pela confiança que depositou em mim. Fui recebido aqui como um irmão nesta família. | ” |
| — Giroud em despedida do Milan. | |   |

### Los Angeles FC

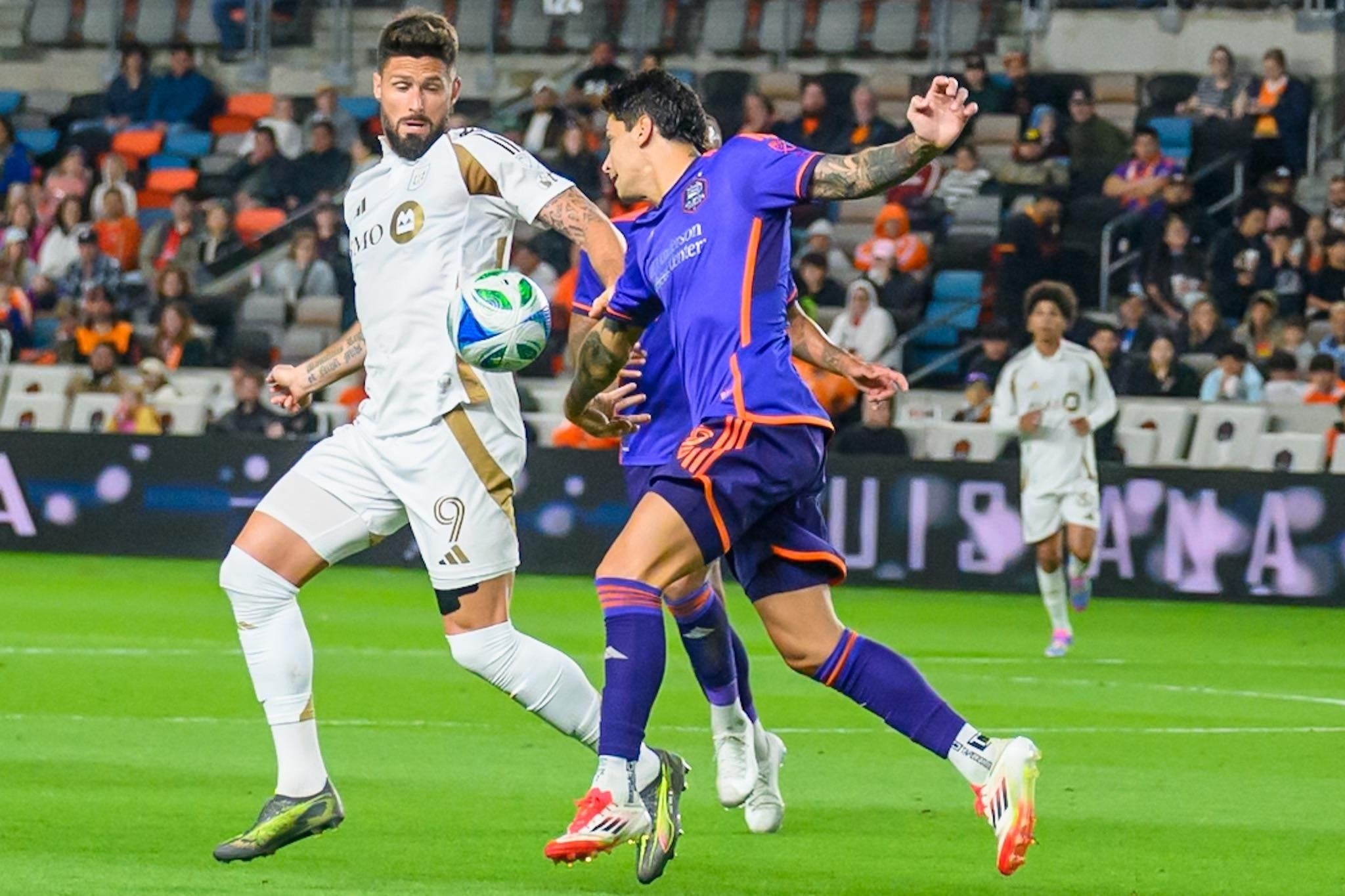
Giroud em campo pelo LAFC em 2025.

Antes do fim da temporada com o Milan, Olivier anunciou que deixaria a equipe ao fim do contrato para assinar com o Los Angeles FC, da MLS. O francês chega no elenco estadunidense como um jogador designado e tem contrato até 2025, com opção de renovação até o fim de 2026, quando terá 40 anos.
Em duas temporadas no Estados Unidos, o atacante fez apenas cinco gols e quatro assistências em 37 partidas. Dentro de sua curta passagem pela equipe da América do Norte, o jogador esteve no elenco que se sagrou campeão da Lamar Hunt U.S. Open Cup de 2024 – a primeira da história do clube, onde lá também marcou um gol na final.

### Lille
Após rescindir seu contrato com o Los Angeles, o atacante rumou à França para, em 1 de julho de 2025, o Lille anunciou a contratação de Giroud.

## Seleção Francesa

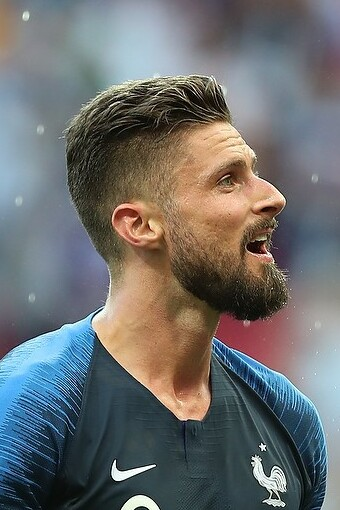
Giroud pela Seleção Francesa.

Sua primeira convocação para a Seleção Francesa veio no dia 3 de novembro de 2011, em meio à temporada e na época em que o Montpellier ainda disputava a ponta da tabela no campeonato nacional. Sua estreia oficial pela seleção aconteceu dias depois, em 15 de novembro, entrando como substituto num amistoso contra os Estados Unidos, vencido pelos franceses no placar mínimo. Seu primeiro gol pela França veio três meses depois, em fevereiro de 2012, numa vitória por 2–1 contra a Alemanha em território alemão.

#### Euro de 2012
A excelente campanha do Montpellier e seu destacável desempenho entre os demais renderam-lhe uma convocação para a disputa da UEFA Euro 2012, sob o comando do ex-futebolista Laurent Blanc.
Na Euro, Giroud acabou ocupando a vaga de reserva do estrelado Karim Benzema, do Real Madrid, atleta incontestável na equipe titular dos Bleus. Os franceses acabaram eliminados nas quartas-de-final, frente a atual campeã mundial Espanha. Marcou um gol contra a Geórgia na vitória por 3-1 em 22 de março de 2013.[carece de fontes?] No fim, a França saiu da competição após eliminação diante a Espanha nas quartas de final.

### Copa do Mundo de 2014
Foi convocado para a Copa do Mundo FIFA de 2014, onde novamente ocupou o banco de reservas devido a presença de Karim Benzema no time titular.

### Copa do Mundo de 2018
Sem Benzema, Giroud disputou a Copa do Mundo FIFA de 2018 e foi titular, sendo considerado peça chave na conquista do bicampeonato mundial, apesar de não ter marcado nenhum gol durante toda a campanha.
Após seu momento glorioso, o jogador falou sobre o título:
| “                                      | Comemoramos no vestiário. Estiveram presentes o Presidente da República Emmanuel Macron, Vladimir Putin e a presidente croata. Nós vamos aproveitar. [...] Corri para todos os lados, desabei, chorei porque são tantas emoções, um sonho de infância, tanto trabalho feito todos juntos. É algo extraordinário, estamos muito orgulhosos. É uma bela página que escrevemos para a França, para a história do futebol francês. | ” |
| — Giroud sobre vencer a Copa do Mundo. | |   |

### Copa do Mundo de 2022

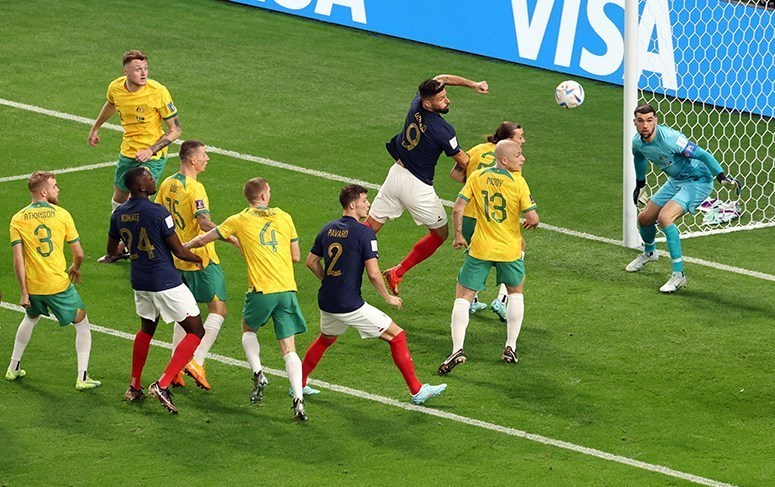
Giroud marcando seu segundo gol diante a Austrália em 2022.

Diferentemente da edição anterior, Giroud começou a Copa do Mundo de 2022 fazendo dois gols na estreia da França diante a Austrália. Nessa partida, por conta de seus dois tentos, o atacante atingiu a marca de 51 gols com a camisa de seu país e igualou Thierry Henry na marca de maior artilheiro.
Apesar de não ter mais feito nenhum gol na Fase de Grupos, o jogador novamente fez brilhar sua estrela individual e fez um gol contra a Polônia e Inglaterra nas oitavas e quartas de final, respectivamente. Desse modo, isolou-se na lista de maiores artilheiros da Seleção Francesa.
O jogador continuou com sua equipe até a Final novamente. Contudo, no jogo decisivo, além de ter sido substituído no primeiro tempo (onde reclamou bastante), viu a Argentina vencer o jogo após levar a partida para uma Disputa por pênaltis.
Com quatro gols marcados, Giroud ficou com a Chuteira de Bronze da Copa do Mundo de 2022, ficando atrás, respectivamente, de Messi e Mbappé.
Sobre a substituição na partida decisiva, o jogador comentou que ficou "surpreso" com a decisão do treinador:

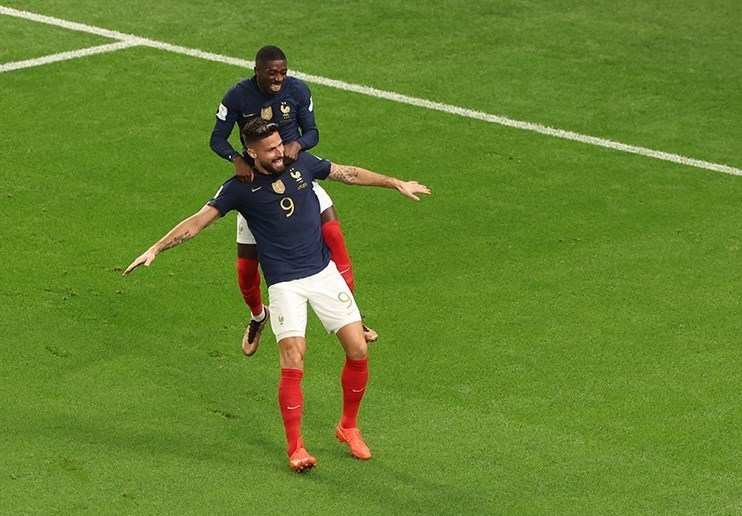
Ousmane Dembélé e Giroud foram substituídos no primeiro tempo da Final da Copa do Mundo por opção de Didier Deschamps.

| “                                                                          | Fiquei desapontado e surpreso por sair tão cedo na partida. Não tive o treinador ao vivo, mas acho que entendo que foi uma escolha tática que talvez eu tivesse. oportunidade de conversar sobre isso com ele, saindo aos 40 minutos de uma final de Copa do Mundo, não é fácil Durante cinco minutos no banco, depois de sair, tive muitos sentimentos confusos, mas depois fiquei 200% preocupado. | ” |
| — Giroud sobre ter sido sacado de campo na Final da Copa do Mundo de 2022. | |   |

### Euro 2024
Em sua última competição oficial pela França, o atacante foi convocado por Deschamps para disputar a Euro 2024. Na competição, o jogador de 37 anos foi reserva, mas participou da maior parte dos jogos entrando no decorrer do segundo tempo. Ao fim da competição, deixou o Campeonato sem ter feito nenhum gol, tendo sido eliminado pela Espanha na semifinal.

### Aposentadoria
Após o fim da Euro de 2024, Giroud anunciou que estava se aposentando da Seleção Francesa. O jogador terminou sua vitoriosa passagem com 137 jogos e com 57 gols feitos. Com isso, aposentou-se como o maior artilheiro da história do país, superando os 51 gols de Thierry Henry, o segundo colocado.

## Vida pessoal
Giroud é casado com Jennifer e tem três filhos - Jade, nascida em 2013, Evan, nascido em 2016 e seu terceiro filho Aaron nascido em 2017. Sua tatuagem no antebraço direito é a frase em latim "Dominus regit me et nihil mihi deerit" do Salmo 23.

## Estatísticas

### Clubes
| Equipe            | Temporada         | Campeonato nacional | Campeonato nacional | Copas nacionais | Copas nacionais | Competições continentais | Competições continentais | Outros torneios | Outros torneios | Total | Total |
| Equipe            | Temporada         | Jogos               | Gols                | Jogos           | Gols            | Jogos                    | Gols                     | Jogos           | Gols            | Jogos | Gols  |
| ----------------- | ----------------- | ------------------- | ------------------- | --------------- | --------------- | ------------------------ | ------------------------ | --------------- | --------------- | ----- | ----- |
| Grenoble          | 2005–06           | 2                   | 0                   | –               | –               | –                        | –                        | –               | –               | 6     | 0     |
| Grenoble          | 2006–07           | 17                  | 2                   | 3               | 0               | –                        | –                        | –               | –               | 20    | 2     |
| Grenoble          | Total             | 19                  | 2                   | 3               | 0               | –                        | –                        | –               | –               | 26    | 2     |
| Istres (emp.)     | 2007–08           | –                   | –                   | 1               | 0               | –                        | –                        | –               | –               | 1     | 0     |
| Istres (emp.)     | Total             | –                   | –                   | 1               | 0               | –                        | –                        | –               | –               | 1     | 0     |
| Tours             | 2008–09           | 23                  | 9                   | 4               | 5               | –                        | –                        | –               | –               | 27    | 14    |
| Tours             | 2009–10           | 38                  | 21                  | 4               | 3               | –                        | –                        | –               | –               | 42    | 24    |
| Tours             | Total             | 61                  | 30                  | 8               | 8               | –                        | –                        | –               | –               | 69    | 38    |
| Montpellier HSC   | 2010–11           | 37                  | 12                  | 3               | 1               | 2                        | 1                        | –               | –               | 43    | 14    |
| Montpellier HSC   | 2011–12           | 36                  | 21                  | 6               | 4               | –                        | –                        | –               | –               | 42    | 25    |
| Montpellier HSC   | Total             | 73                  | 33                  | 9               | 5               | 2                        | 1                        | –               | –               | 85    | 39    |
| Arsenal           | 2012–13           | 34                  | 11                  | 6               | 4               | 7                        | 2                        | –               | –               | 47    | 17    |
| Arsenal           | 2013–14           | 36                  | 16                  | 6               | 3               | 9                        | 3                        | –               | –               | 51    | 22    |
| Arsenal           | 2014–15           | 27                  | 14                  | 5               | 3               | 3                        | 1                        | 1               | 1               | 36    | 19    |
| Arsenal           | 2015–16           | 38                  | 16                  | 7               | 3               | 7                        | 5                        | 1               | 0               | 53    | 24    |
| Arsenal           | 2016–17           | 29                  | 12                  | 5               | 2               | 6                        | 2                        | –               | –               | 40    | 16    |
| Arsenal           | 2017–18           | 16                  | 4                   | 3               | 0               | 6                        | 3                        | 1               | 0               | 26    | 7     |
| Arsenal           | Total             | 180                 | 73                  | 32              | 15              | 38                       | 16                       | 3               | 1               | 253   | 105   |
| Chelsea           | 2017–18           | 13                  | 3                   | 4               | 2               | 1                        | 0                        | –               | –               | 18    | 5     |
| Chelsea           | 2018–19           | 27                  | 2                   | 4               | 0               | 14                       | 11                       | –               | –               | 45    | 13    |
| Chelsea           | 2019–20           | 18                  | 8                   | 3               | 1               | 3                        | 0                        | 1               | 1               | 25    | 10    |
| Chelsea           | 2020–21           | 17                  | 4                   | 6               | 1               | 8                        | 6                        | –               | –               | 31    | 11    |
| Chelsea           | Total             | 75                  | 17                  | 17              | 4               | 36                       | 17                       | 1               | 1               | 119   | 39    |
| Milan             | 2021–22           | 29                  | 11                  | 4               | 3               | 5                        | 0                        | –               | –               | 38    | 14    |
| Milan             | 2022–23           | 16                  | 5                   | 1               | 0               | 6                        | 4                        | 1               | 0               | 24    | 9     |
| Milan             | Total             | 45                  | 16                  | 5               | 3               | 11                       | 4                        | 1               | 0               | 62    | 23    |
| Total na carreira | Total na carreira | 453                 | 171                 | 75              | 35              | 87                       | 38                       | 5               | 2               | 615   | 246   |

Seleção Francesa
| #   | Data                    | Local                     | Adversário    | Placar | Resultado | Competição                             |
| --- | ----------------------- | ------------------------- | ------------- | ------ | --------- | -------------------------------------- |
| 1.  | 29 de fevereiro de 2012 | Bremen, Alemanha          | Alemanha      | 1–0    | 2–1       | Amistoso                               |
| 2.  | 16 de outubro de 2012   | Madrid, Espanha           | Espanha       | 1–1    | 1–1       | Eliminatórias da Copa do Mundo de 2014 |
| 3.  | 22 de março de 2013     | Paris, França             | Geórgia       | 1–0    | 3–1       | Eliminatórias da Copa do Mundo de 2014 |
| 4.  | 11 de outubro de 2013   | Paris, França             | Austrália     | 2–0    | 6–0       | Amistoso                               |
| 5.  | 11 de outubro de 2013   | Paris, França             | Austrália     | 3–0    | 6–0       | Amistoso                               |
| 6.  | 27 de maio de 2014      | Saint-Denis, França       | Noruega       | 2–0    | 4–0       | Amistoso                               |
| 7.  | 27 de maio de 2014      | Saint-Denis, França       | Noruega       | 4–0    | 4–0       | Amistoso                               |
| 8.  | 8 de junho de 2014      | Villeneuve-d'Ascq, França | Jamaica       | 4–0    | 8–0       | Amistoso                               |
| 9.  | 20 de junho de 2014     | Salvador, Brasil          | Suíça         | 1–0    | 5–2       | Copa do Mundo de 2014                  |
| 10. | 29 de março de 2015     | Saint-Étienne, França     | Dinamarca     | 2–0    | 2–0       | Amistoso                               |
| 11. | 11 de outubro de 2015   | Copenhague, Dinamarca     | Dinamarca     | 1–0    | 2–1       | Amistoso                               |
| 12. | 11 de outubro de 2015   | Copenhague, Dinamarca     | Dinamarca     | 2–0    | 2–1       | Amistoso                               |
| 13. | 13 de novembro de 2015  | Saint-Denis, França       | Alemanha      | 1–0    | 2–0       | Amistoso                               |
| 14. | 25 de março de 2016     | Amesterdão, Países Baixos | Países Baixos | 2–0    | 3–2       | Amistoso                               |
| 15. | 30 de maio de 2016      | Nantes, França            | Camarões      | 2–1    | 3–2       | Amistoso                               |
| 16. | 4 de junho de 2016      | Saint-Denis, França       | Escócia       | 1–0    | 3–0       | Amistoso                               |
| 17. | 4 de junho de 2016      | Saint-Denis, França       | Escócia       | 2–0    | 3–0       | Amistoso                               |
| 18  | 10 de junho de 2016     | Paris, França             | Romênia       | 1–0    | 2–1       | Eurocopa de 2016                       |
| 19. | 3 de julho de 2016      | Saint-Denis, França       | Islândia      | 1–0    | 5–2       | Eurocopa de 2016                       |
| 20. | 3 de julho de 2016      | Saint-Denis, França       | Islândia      | 5–1    | 5–2       | Eurocopa de 2016                       |
| 21. | 1 de setembro de 2016   | Bari, Itália              | Itália        | 2–1    | 3–1       | Amistoso                               |
| 22. | 25 de março de 2017     | Luxemburgo                | Luxemburgo    | 1–0    | 3–1       | Eliminatórias da Copa do Mundo de 2018 |
| 23. | 25 de março de 2017     | Luxemburgo                | Luxemburgo    | 3–1    | 3–1       | Eliminatórias da Copa do Mundo de 2018 |
| 24. | 2 de junho de 2017      | Rennes, França            | Paraguai      | 1–0    | 5–0       | Amistoso                               |
| 25. | 2 de junho de 2017      | Rennes, França            | Paraguai      | 2–0    | 5–0       | Amistoso                               |
| 26. | 2 de junho de 2017      | Rennes, França            | Paraguai      | 3–0    | 5–0       | Amistoso                               |
| 27. | 9 de junho de 2017      | Estocolmo, Suécia         | Suécia        | 1–0    | 1–2       | Eliminatórias da Copa do Mundo de 2018 |
| 28. | 10 de outubro de 2017   | Saint-Denis, França       | Bielorrússia  | 2–0    | 2–1       | Eliminatórias da Copa do Mundo de 2018 |
| 29. | 10 de novembro de 2017  | Saint-Denis, França       | País de Gales | 2–0    | 2–0       | Amistoso                               |
| 30. | 23 de março de 2018     | Saint-Denis, França       | Colômbia      | 2–0    | 2–3       | Amistoso                               |
| 31. | 28 de maio de 2018      | Saint-Denis, França       | Irlanda       | 1–0    | 2–0       | Amistoso                               |
| 32. | 9 de setembro de 2018   | Saint-Denis, França       | Países Baixos | 2–1    | 2–1       | Liga das Nações da UEFA A              |
| 33. | 20 de novembro de 2018  | Saint-Denis, França       | Uruguai       | 1–0    | 1–0       | Amistoso                               |
| 34. | 22 de março de 2019     | Chișinău, Moldávia        | Moldávia      | 3–0    | 4–1       | Elim. Eurocopa 2020                    |
| 35. | 25 de março de 2019     | Saint-Denis, França       | Islândia      | 2–0    | 4–0       | Elim. Eurocopa 2020                    |
| 36. | 7 de setembro de 2019   | Saint-Denis, França       | Albânia       | 2–0    | 4–1       | Elim. Eurocopa 2020                    |
| 37. | 10 de outubro de 2019   | Reykjavík, Islândia       | Islândia      | 1–0    | 1–0       | Elim. Eurocopa 2020                    |
| 38. | 14 de outubro de 2019   | Saint-Denis, França       | Turquia       | 1–0    | 1–1       | Elim. Eurocopa 2020                    |
| 39. | 14 de novembro de 2019  | Saint-Denis, França       | Moldávia      | 2–1    | 2–1       | Elim. Eurocopa 2020                    |
| 40. | 8 de setembro de 2020   | Saint-Denis, França       | Croácia       | 4–2    | 4–2       | Liga das Nações da UEFA A              |
| 41. | 7 de outubro de 2020    | Saint-Denis, França       | Ucrânia       | 2–0    | 7–1       | Amistoso                               |
| 42. | 7 de outubro de 2020    | Saint-Denis, França       | Ucrânia       | 3–0    | 7–1       | Amistoso                               |
| 43. | 17 de novembro de 2020  | Saint-Denis, França       | Suécia        | 1–1    | 4–2       | Liga das Nações da UEFA A              |
| 44. | 17 de novembro de 2020  | Saint-Denis, França       | Suécia        | 3–1    | 4–2       | Liga das Nações da UEFA A              |

## Títulos
Montpellier
- Campeonato Francês: 2011–12

Arsenal

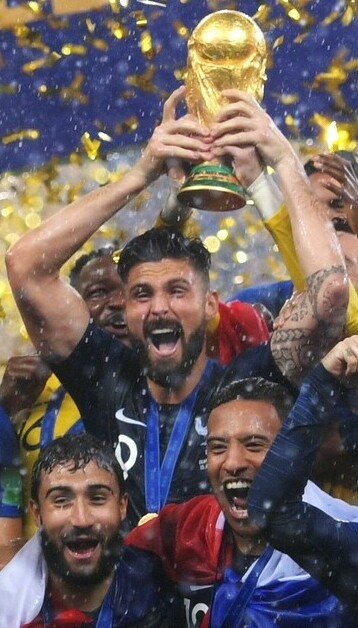
Giroud com o troféu da Copa do Mundo de 2018.

- Copa da Inglaterra: 2013–14, 2014–15, 2016–17
- Supercopa da Inglaterra: 2014, 2015, 2017

Chelsea
- Liga Europa da UEFA: 2018–19
- Copa da Inglaterra: 2017–18
- Liga dos Campeões da UEFA: 2020–21

Milan
- Campeonato Italiano: 2021–22

Los Angeles FC
- Lamar Hunt U.S. Open Cup: 2024

Seleção Francesa
- Copa do Mundo FIFA: 2018

### Prêmios Individuais
- Jogador do mês na Ligue 2: Setembro de 2009, Novembro de 2009
- Jogador do ano da Ligue 2: 2009–10
- Equipe do ano da Ligue 2: 2009–10
- Equipe do ano da Ligue 1: 2011–12
- Jogador do mês da Premier League: Março de 2015[129]
- Prêmio FIFA Ferenc Puskás: 2017
- Equipe do ano da Liga Europa da UEFA: 2018–19
- Equipe da Temporada da Série A: 2023–24[97]

### Artilharias
- Artilheiro da Ligue 2: 2009–10 (21 gols)
- Artilheiro da Ligue 1: 2011–12 (21 gols)
- Chuteira de Bronze da Eurocopa: 2016 (3 gols)[130]
- Artilheiro da Liga Europa da UEFA: 2018–19 (11 gols)
- Chuteira de Bronze da Copa do Mundo FIFA: 2022 (4 gols)
- Maior Artilheiro da História da Seleção Francesa (51 gols)